# Club Nacional Táchira
O Club Nacional Táchira foi um clube de futebol de Venezuela. Sua sede ficava na cidade de San Cristóbal, porém posteriormente (durante a temporada 2001/02) mudou-se para a cidade de Colón. Na nova localidade sagrou-se campeão venezuelano pela primeira vez, ao vencer o Estudiantes de Mérida na final e os dois times se classificaram para a Copa Libertadores da América de 2003 mas ambos foram eliminados na Pré-Libertadores. O clube entrou em uma grave crise financeira na temporada 2002/03 e fechou as portas.
Juan Enrique García e Giancarlo Maldonado, ambos ex-jogadores da seleção venezuelana são jogadores notáveis no elenco do título.

## Títulos
- Campeonato Venezuelano: (2001/02).
- Campeonato Venezuelano da Segunda Divisão: (1996/97).